# Tomi Adeyemi
Tomi Adeyemi (nacida el 1 de agosto de 1993) es una novelista y coach de escritura creativa nigeriana-estadounidense. Es conocida por su novela Children of Blood and Bone (Hijos de sangre y hueso), la primera de la trilogía Legacy of Orïsha (El legado de Orïsha) publicada por Henry Holt Books, en 2017, y en España por Ed. Molino en 2018. Con ella, ganó el premio Andre Norton 2018 de ciencia ficción y fantasía para jóvenes, el Premio del Libro Waterstones 2019 y el premio Hugo Lodestar 2019 al mejor libro juvenil. En 2019, Adeyemi fue incluida en la lista Forbes 30 Under 30. En 2020, fue nombrada entre las 100 personas más influyentes de 2020 de la revista TIME, en la categoría "Pioneros".

## Primeros años
Tomi Adeyemi nació el 1 de agosto de 1993 en los Estados Unidos de padres que emigraron de Nigeria. Su padre era médico en Nigeria, pero encontró empleo como taxista mientras esperaba la transferencia de sus calificaciones. La madre de Adeyemi trabajaba como mujer de la limpieza. Adeyemi creció en Chicago y no tuvo relación con su herencia nigeriana; sus padres decidieron no enseñarle a ella ni a sus hermanos su lengua materna. Más tarde abrazaría su herencia como adulta. Explicó: "No pensé demasiado en el asunto y creo que es el tipo de experiencia que padece la primera generación. Solo estás tratando de encajar en el nuevo país. No te das cuenta de lo genial que es tu cultura hasta que superas esa fase en que tratas de encajar". Más tarde describiría una de sus novelas como una carta de amor a su cultura.
Adeyemi escribió su primera historia cuando tenía cinco años y continuó escribiendo durante su adolescencia. Se graduó en la Hinsdale Central High School en Hinsdale, Illinois, en 2011, tras calificarse para el Programa de Jóvenes Académicos de la Hinsdale Central High School Foundation en 2008 y ganar una beca "Young Scholars" en 2010–2011. Durante su último año, Adeyemi también recibió la beca Rani Sharma. Luego se graduó de la Universidad de Harvard con una licenciatura en Literatura Inglesa, y después estudió mitología y cultura de África Occidental en Salvador, Brasil, con otra beca. Fue esta experiencia la que la inspiró a escribir Children of Blood and Bone, la novela revolucionaria que impulsaría su carrera.

## Carrera

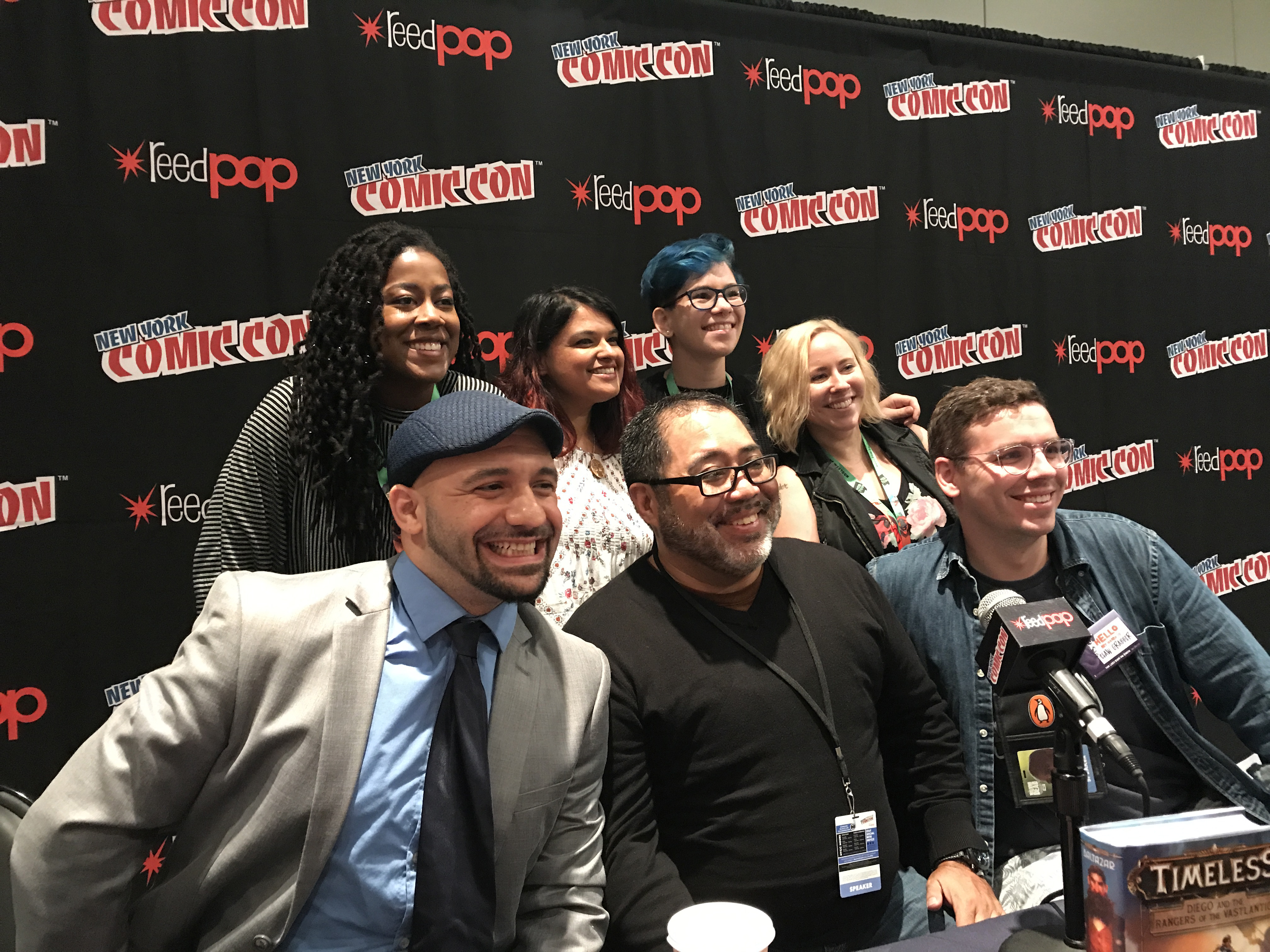
Adeyemi, arriba a la izquierda, con otros autores de fantasía en un panel de discusión en la Comic Con de Nueva York de 2017

Después de que Tomi Adeyemi se mudara a California, trabajó en una productora de cine de Los Ángeles. Cuando decidió reducir sus horas allí para escribir un libro, sus padres, que se habían desarraigado de sus vidas en Nigeria para darle una vida mejor, no aceptaban del todo esta idea. Adeyemi dice: "Soy nigeriana de primera generación, así que salí del vientre de mi madre y se suponía que era médico, abogada o ingeniera, y yo estaba como 'oh, voy a renunciar a mi muy bien pagado trabajo en una empresa muy estable que tiene muchas oportunidades laborales futuras para mí'. . . Tengo tanta suerte de que mis padres dijeran: 'obviamente no estamos locos por esto, pero te amamos'".
La primera novela escrita de Adeyemi no produjo comentarios positivos. En cambio, se tomó un año para escribir otro libro que se convirtió en Children of Blood and Bone (Hijos de sangre y hueso) y lo envió a Pitch Wars, un programa de competencia en el que los escritores emergentes se emparejan con editores y autores para revisar su trabajo antes de enviarlo a un agente literario.

### Legado de la trilogía de Orïsha
La novela debut de Adeyemi, Children of Blood and Bone , se publicó en marzo de 2018 y se convirtió en el número 1 en la lista de libros más vendidos de tapa dura juvenil del New York Times. Es una novela de fantasía juvenil (YA), protagonizada por Zélie Adebola, que lucha contra una monarquía para devolver la magia a su pueblo. Adeyemi ha dicho que quería escribir una novela de fantasía ambientada en África occidental para que "una pequeña niña negra [pudiera] tomar mi libro algún día y verse a sí misma como la estrella. . . Quiero que sepa que es hermosa y que importa y que puede vivir una loca y mágica aventura incluso si una parte ignorante del mundo le dice que nunca podrá ser Hermione Granger ".
A fines de marzo de 2017, Fox 2000 Pictures compró los derechos de adaptación cinematográfica del libro. Según se informa, los acuerdos por los derechos editoriales y cinematográficos fueron de aproximadamente siete cifras. Deadline lo describió como "uno de los mayores acuerdos de publicación de novelas de debut juveniles".
En noviembre de 2018, Adeyemi acusó a Nora Roberts de plagiar el título de su novela, Of Blood and Bone (Libro 2 de Chronicles of The One) de Children of Blood and Bone. Adeyemi luego se retractó de la acusación diciendo "después de hablar con ella, creo que nuestros títulos se crearon de forma aislada". Roberts aclaró que su libro había sido titulado y enviado a su editor un año antes que el de Adeyemi. También criticó la falta de verificación de hechos de Adeyemi y el hecho de que Adeyemi no había eliminado la acusación un día después.
Por razones que no están claras, su segunda novela, Children of Virtue and Vengeance (Hijos de virtud y venganza, Molino 2020) se retrasó desde su fecha de lanzamiento inicial de marzo de 2019 hasta junio de 2019. Adeyemi luego declaró en su Instagram que su editor le ofreció dos opciones: junio de 2019 y diciembre de 2019, pero eligió la primera para que los fanáticos no tuvieran que esperar. La carga de trabajo era demasiada y la autora, el editor y la editorial acordaron darle más tiempo al segundo libro. Children of Virtue and Vengeance se convirtió en uno de los libros más vendidos del New York Times en diciembre de 2019. 
En diciembre de 2020, la nueva empresa matriz de Fox, Disney, anunció que su subsidiaria Lucasfilm adaptaría Children of Blood and Bone a una película. En 2021, Adeyemi se había frustrado con el ritmo del proceso de adaptación cinematográfica de Lucasfilm. Pidió servir como guionista, una solicitud que Lucasfilm había rechazado. Dado que Lucasfilm quería centrarse en sus propias propiedades intelectuales Star Wars, Indiana Jones y Willow, la compañía había permitido que sus derechos cinematográficos de Children of Blood and Bone caducaran a fines de 2021. A mediados de enero de 2022, Paramount Pictures adquirió los derechos para un estreno cinematográfico exclusivo garantizado, junto con Temple Hill Entertainment y Sunswept Entertainment. Como parte del acuerdo, Adeyemi escribirá el guion y también actuará como productora ejecutiva. La película se estrenará en 2023.

## Otras actividades
Mientras trabajaba en su novela debut Children of Blood and Bone, Adeyemi trabajó como coach de escritura creativa. Además de su éxito como novelista, Adeyemi enseña escritura creativa a través de su curso en línea, The Writer's Roadmap . Su sitio web ha sido nombrado uno de los 101 mejores sitios web para escritores por Writer's Digest.
Adeyemi hizo una aparición especial en el episodio final de Hermione Granger and the Quarter Life Crisis.

## Vida personal
Tomi Adeyemi vive en San Diego, California. Es de origen yoruba. Tiene dos hermanos. Su madre administra hospicios en las afueras de Chicago, su padre es médico y su hermano es músico.

## Obras

### El legado de Orisha
- Children of Blood and Bone (6 de marzo de 2018); en español Hijos de sangre y hueso (Molino, 12 de abril de 2018)
- Children of Virtue and Vengeance (3 de diciembre de 2019); en español Hijos de virtud y venganza (Molino, 18 de junio de 2020)